# Caballo de los Outer Banks

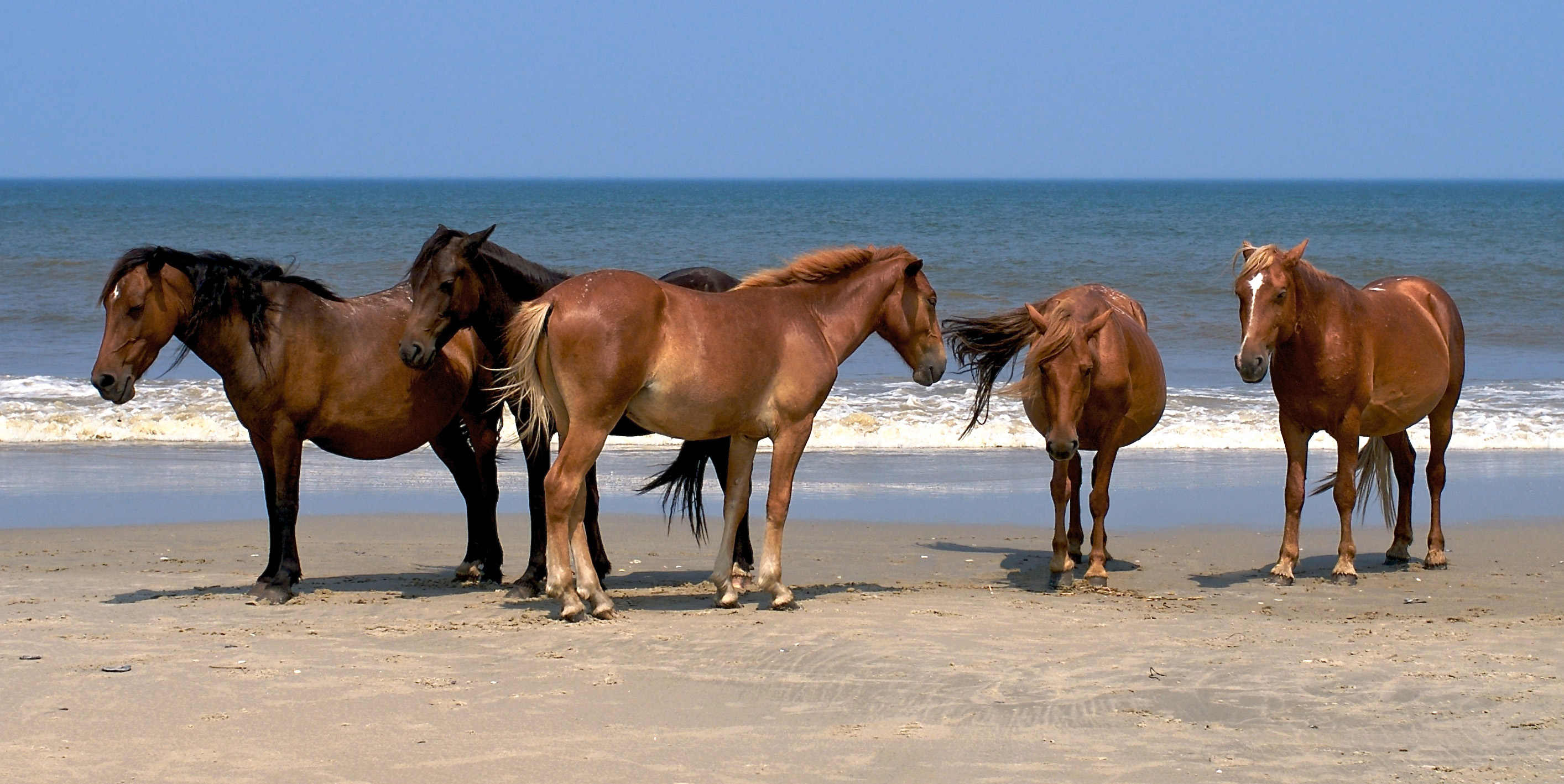
Caballos de los Outer Banks.

El caballo de los Outer Banks es una raza de caballo doméstico feral que vive en las islas de los Outer Banks de Carolina del Norte (Estados Unidos). Es una raza pequeña, robusta y de temperamento dócil. La población fundadora ancestral, que descendía de caballos españoles domesticados y que posiblemente fue llevada a las Américas en el siglo XVI, podría haberse convertido en feral tras sobrevivir a naufragios o ser abandonada en las islas por una de las expediciones exploradoras lideradas por Lucas Vázquez de Ayllón o Sir Richard Grenville. Hay poblaciones en Ocracoke Island, Shackleford Banks, Currituck Banks y en Rachel Carson Estuarine Sanctuary.